# Plocoglottis pseudomoluccana
Plocoglottis pseudomoluccana är en orkidéart som beskrevs av Rudolf Schlechter. Plocoglottis pseudomoluccana ingår i släktet Plocoglottis och familjen orkidéer. Inga underarter finns listade i Catalogue of Life.